# 轮伞蝇子草
轮伞蝇子草（学名：Silene komarovii）是石竹科蝇子草属的植物。分布于吉尔吉斯、哈萨克斯坦、塔吉克以及中国大陆的新疆等地，生长于海拔530米至1,100米的地区，多生于干旱草原，目前尚未由人工引种栽培。

## 异名
- Silene sibirica auct. non (L.) Pers.